# Halle Open 2023
Halle Open 2023 — тенісний турнір, що проходив на трав'яних кортах у місті Галле, Німеччина з 19 до 25 червня. Належав до категорії ATP 500.

## Фінальна частина

### Одиночний розряд
Олександр Бублик —   Андрій Рубльов 6–3, 3–6, 6–3

### Парний розряд
Марсело Мело /  Джон Пірс (тенісист) —  Сімоне Болеллі /  Андреа Вавассорі 7–6(7–3), 3–6, [10–6]